# 律政司 (香港)
律政司（英語：Department of Justice）是香港特別行政區政府轄下的法律行政部門，由律政司司長主管。律政司專門負責香港政府的法律事務，包括提出絕大部分刑事檢控、草擬香港政府提出的所有法律草案、以及為香港政府提供法律意見。

## 歷史
原稱律政署（Legal Department）或者律政司署（Attorney General's Chambers），於1997年香港主權移交後改稱為律政司。英國殖民地時期，香港政府部門各科首長稱「司」（例如布政司、保安司）；但是在香港特區政府的架構中，「司」代表部門，故此首長改稱為「司長」。

## 科別
律政司原先由5個專責法律工作的科別組成，分別由5位法律政策專員（律政專員）主管，《維護國家安全法》實施後增設「維護國家安全檢控科」。
法律政策科及律政司司長辦公室
提供各項專業服務，以支援律政司司長執行職責，並就政府正在考慮的所有法律政策事宜提供資料。該科亦就司法、法律制度、法律專業、人權、《香港特別行政區基本法》及中華人民共和國法律等問題，提供意見。負責為法律改革委員會進行各項研究並擔任秘書工作的法律改革委員會秘書處，亦隸屬法律政策科。
民事法律科
負責向政府提供民事法律意見、草擬商業合約及專營權文件，並代政府進行民事訴訟、仲裁及調停事宜。
法律草擬科
負責以中英文草擬一切法例（其中包括附屬法例），並協助將法案提交行政會議和立法會通過。該科亦負責香港法例的編輯工作，以及更新雙語法例資料系統內的香港法例版本。公眾可在互聯網免費查閱該電腦系統備存的資料。
刑事檢控科
負責在審訊中代表香港特別行政區政府進行檢控和處理上訴。此外，亦向其他的香港政府部門及執法機關提供《香港法律》指引。
國際法律科
負責向政府提供有關國際公法的法律意見。科內律師也參與與其他司法管轄區洽談協議的工作，並處理外地或香港特區提出的國際司法合作請求。
維護國家安全檢控科
負責港區國安法案件的檢控工作和相關法律事務。

## 歷任首長

### 香港英治時期律政司 （1855－1997）
| 任次 | 肖像 | 姓名                            | 就任          | 卸任           |
| ---- | ---- | ------------------------------- | ------------- | -------------- |
| 1    |      | 斯特靈 Paul Ivy Sterling        | 1844年        | 1855年         |
| 2    |      | 晏士地 Thomas Chisholm Anstey   | 1855年10月    | 1859年11月30日 |
| 3    |      | 阿當斯 William Henry Adams      | 1859年        | 1860年         |
| 4    |      | 司馬理 John Jackson Smale       | 1860年        | 1866年         |
| 5    |      | 潘斯福 Julian Pauncefote        | 1866年        | 1873年         |
| 6    |      | 布林士頓 John Bramston          | 1873年        | 1876年         |
| 7    |      | 費立浦 George Phillippo         | 1876年        | 1879年         |
| 8    |      | 柯馬理 Edward Loughlin O'Malley | 1880年        | 1889年         |
| 9    |      | 葛文 William Meigh Goodman      | 1890年        | 1902年         |
| 10   |      | 白加利 Henry Spencer Berkeley   | 1902年        | 1906年         |
| 11   |      | 戴華士 William Rees-Davies      | 1907年        | 1912年         |
| 12   |      | 栢尼路 John Bucknill            | 1912年        | 1914年         |
| 13   |      | 金培源 Joseph Kemp              | 1914年        | 1930年         |
| 14   |      | 晏禮伯 C. Grenville Alabaster   | 1930年        | 1941年12月25日 |
| 署理 |      | 史德鄰 G. E. Strickland         | 1945年8月     | 1946年12月     |
| 15   |      | 祁利芬 John Bowes Griffin       | 1946年12月    | 1951年         |
| 16   |      | 賴德遐 Arthur Ridehalgh         | 1952年        | 1961年         |
| 17   |      | 許楠 Maurice Heenan             | 1962年        | 1966年         |
| 18   |      | 羅弼時 Denys Roberts            | 1966年        | 1973年         |
| 19   |      | 何伯勵 John Hobley              | 1973年9月30日 | 1979年6月3日   |
| 20   |      | 祈理士 John Calvert Griffiths   | 1979年6月4日  | 1983年6月10日  |
| 21   |      | 唐明治 Michael Thomas           | 1983年6月11日 | 1988年3月31日  |
| 22   |      | 馬富善 Jeremy Fell Mathews      | 1988年4月1日  | 1997年6月30日  |

### 香港特别行政區律政司司長 （1997－）
| 任次 | 肖像 | 姓名                          | 就任           | 卸任           | 行政長官        |
| ---- | ---- | ----------------------------- | -------------- | -------------- | --------------- |
| 1    |      | 梁愛詩 Elsie Leung Oi-sie     | 1997年7月1日   | 2005年10月20日 | 董建華 曾蔭權   |
| 2    |      | 黃仁龍 Wong Yan-lung          | 2005年10月20日 | 2012年6月30日  | 曾蔭權          |
| 3    |      | 袁國強 Rimsky Yuen Kwok-keung | 2012年7月1日   | 2018年1月6日   | 梁振英 林鄭月娥 |
| 4    |      | 鄭若驊 Teresa Cheng Yeuk-wah  | 2018年1月6日   | 2022年6月30日  | 林鄭月娥        |
| 5    |      | 林定國 Paul Lam Ting-kwok     | 2022年7月1日   |                | 李家超          |

## 律政司副司長

### 香港特别行政區律政司副司長 （2022－）
| 任次 | 肖像 | 姓名                           | 就任         | 卸任 | 行政長官 |
| ---- | ---- | ------------------------------ | ------------ | ---- | -------- |
| 1    |      | 張國鈞 Horace Cheung Kwok-kwan | 2022年7月1日 |      | 李家超   |

### 司長政治助理
- 洪曉敬（2022年9月1日－）

### 副司長政治助理
- 陳倩雯（2022年7月25日－）

## 事件
2023年7月28日，獨立媒體發現律政司已將2009年至2019年的所有年報下架，只餘下2020年至2023的3份年報。律政司內人員照片均屬遠照，沒有標示人名。而各級法院檢控人員相片，司內人員聯誼活動的相片已被消失。記者向律政司查詢下架原因，發言人指「律政司不時按實際運作需要更新網頁資料」。

## 外部連結
- 香港特別行政區政府 律政司 （页面存档备份，存于）
- 香港特別行政區政府 律政司司長 （页面存档备份，存于）